# Trauben-Katzenminze
Die Trauben-Katzenminze (Nepeta racemosa), auch Traubige Katzenminze genannt, ist eine Pflanzenart aus der Gattung der Katzenminzen (Nepeta) innerhalb der Familie der Lippenblütler (Lamiaceae). Sie ist in Westasien und im Kaukasusraum verbreitet.

## Beschreibung

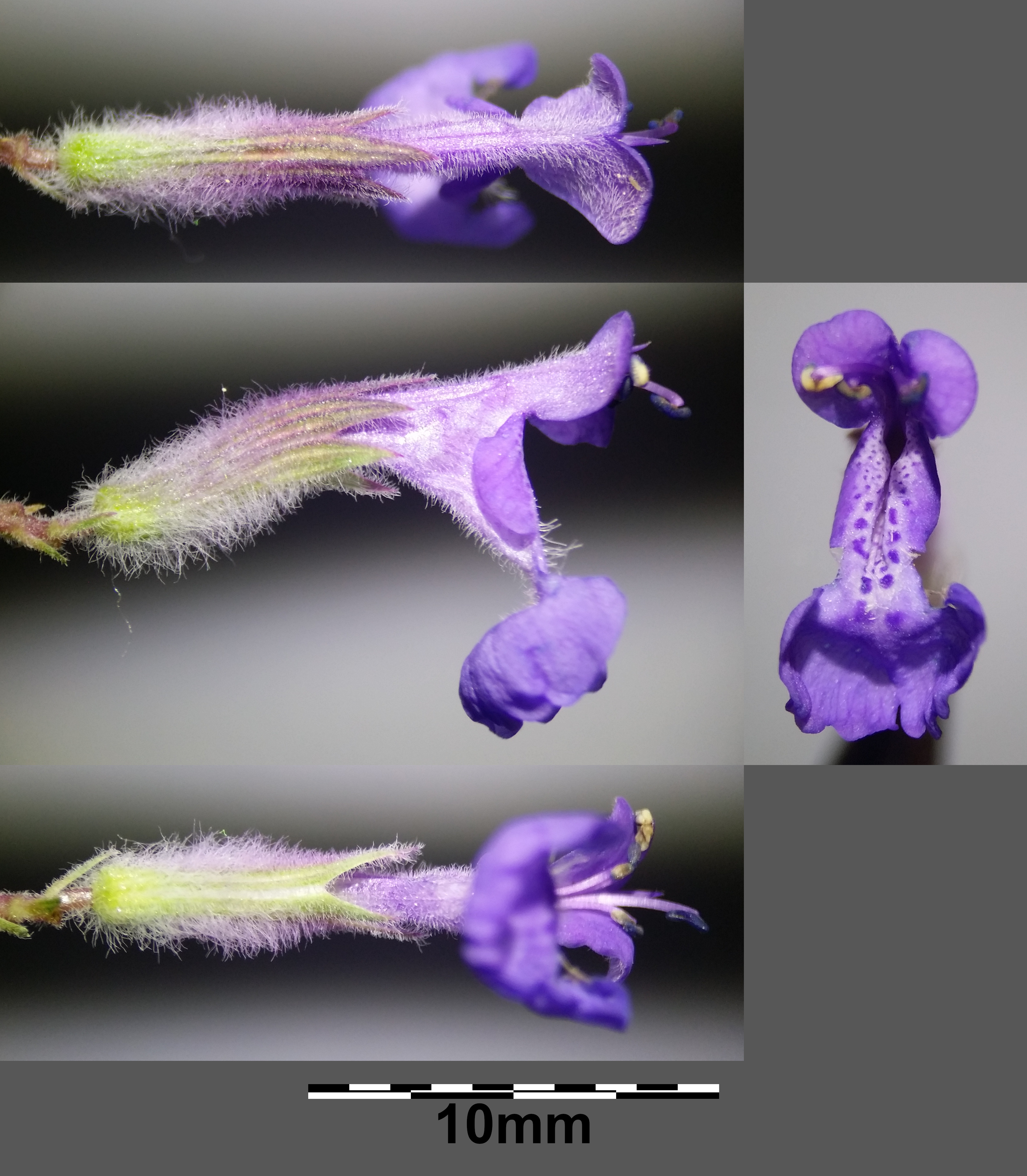
Zygomorphe Blüte aus unterschiedlichen Richtung in Detail

### Vegetative Merkmale
Die Trauben-Katzenminze ist eine ausdauernde krautige Pflanze und erreicht Wuchshöhen von 15 bis 25 Zentimetern. Sie kann polsterartig, sowohl niederliegend als auch aufsteigend wachsen.

### Generative Merkmale
Die Blüten sind in einem endständigen ährigen Blütenstand angeordnet. Die zwittrige Blüte ist zygomorph und fünfzählig mit doppelter Blütenhülle. Die Kronröhre überragt den Blütenkelch. Die blaue Blütenkrone ist 9 bis 13 Millimeter lang. Die Unterlippe besitzt keine dunkel-blauen Punkte.

## Vorkommen
Nepeta racemosa ist in Westasien und im Kaukasusraum verbreitet. Es gibt Fundortangaben für die östliche Türkei, den nordwestlichen Iran, Armenien sowie Aserbaidschan.
Die ökologischen Zeigerwerte nach Landolt et al. 2010 sind in der Schweiz: Feuchtezahl F = 1+ (trocken), Lichtzahl L = 4 (hell), Reaktionszahl R = 3 (schwach sauer bis neutral), Temperaturzahl T = 4+ (warm-kollin), Nährstoffzahl N = 2 (nährstoffarm), Kontinentalitätszahl K = 4 (subkontinental).

## Taxonomie
Die Erstveröffentlichung von Nepeta racemosa erfolgte 1785 durch Jean-Baptiste de Lamarck in Encyclopédie méthodique. Botanique. Tome 1, S. 711. Ein Synonym für Nepeta racemosa Lam. ist Nepeta mussinii Spreng., daher auch der Trivialname Mussins Katzenminze.

## Nutzung
Die Sorten der Trauben-Katzenminze werden in den gemäßigten Gebieten als Zierpflanze in Parks und Gärten verwendet. Die Sorten blühen von April bis in den Oktober hinein.